# Reinhold Möbius (Politiker, 1898)
Reinhold Möbius (* 29. Oktober 1898 in Unterloibl, Kärnten; † 29. November 1980 in Vöcklabruck, Oberösterreich) war ein österreichischer Politiker der Christlichsozialen Partei (CSP) und der Vaterländischen Front (VF).

## Ausbildung und Beruf
Reinhold Möbius wurde am 29. Oktober 1898 als Sohn des Hausbesitzers Gottlob Möbius und dessen Ehefrau Ursula in Unterloibl geboren und am 10. November 1898 auf den Namen Reinhold Wilhelm Friedrich getauft.
Nach dem Besuch der Volksschule ging er an ein Gymnasium und promovierte später im Studium der Rechte. Er wurde Rechtsanwalt. Am 24. Jänner 1927 heiratete er in Mauthen eine Maria Bleschin.
Während der Herrschaft des Nationalsozialismus wurde er zu einem Jahr schweren Kerkers verurteilt.

## Politische Mandate
- 27. April 1934 bis 2. Mai 1934: Abgeordneter zum Nationalrat (IV. Gesetzgebungsperiode), CSP
- In der Zeit des autoritären Ständestaats war er VF-Bezirksführer von Villach,[4] und saß im kurzlebigen VF-Führerrat.[5]
- Im Dezember 1937 wurde er zum Villacher Bürgermeister gewählt, jedoch nach dem Anschluss Österreichs wenige Monate später abgesetzt.[6]